# Nostag 10
Die Nostag 10 ist ein 2008 in China gebauter Seeponton.

## Geschichte
Die Nostag 10 wurde 2008 unter der Baunummer SF0161 von der chinesischen Werft Taizhou Sanfu Ship Engineering Co. Ltd. als Seeponton für die Norddeutschen Seekabelwerke in Nordenham gebaut. Die Kiellegung fand am 7. April, der Stapellauf am 26. April 2008 statt. Die Fertigstellung erfolgte am 25. Juli 2008. Anschließend wurde die Nostag 10 nach Deutschland überführt und im Frühjahr 2009 für ihre Aufgabe als Kabelleger ausgerüstet. Getauft wurde sie am 19. Mai 2009 in Nordenham.
Der Seeponton wurde von der Hans Schramm & Sohn Schleppschifffahrt Brunsbüttel bereedert. Heimathafen war Brunsbüttel. Von der Klassifikationsgesellschaft wurde der Seeponton als „Sea Barge with Accomodation, non self propelled“ klassifiziert und von der See-Berufsgenossenschaft als Sonderfahrzeug eingestuft.
Ende 2017 wurde die Nostag 10 an Bord des Dockwise-Halbtaucherschiffs Triumph nach Indonesien verschifft, wo sie für die Verlegung von Telekommunikationsseekabeln eingesetzt wird.

## Beschreibung
Der Seeponton wurde für verschiedene Aufgaben als Arbeitsschiff mit Schwerpunkt Offshore-Kabelverlegung entworfen, gebaut und hat das Klassezeichen GL A 5 Barge - GL A-MC erhalten. Er kann je nach Ausrüstung als Kabelleger, als Transportbarge, als Wohnschiff oder für die Nutzung im Wasserbaubereich eingesetzt werden. Dafür wurde die Barge mit einem fest aufgebauten Wohnmodul für 40 Personen in Doppel- und Einzelkabinen ausgerüstet. Außerdem sind Räume für Büros, eine Messe, Kombüse und entsprechende Aufenthaltsräume vorhanden. Die Feuerlöschausrüstung im Deckshaus besteht aus einer automatischen Sprinkleranlage. Als auf die Verlegung von Energieseekabeln für Offshore-Windparks und Inselverbindungen spezialisierter Kabelleger wurde die Nostag 10 mit drei Dieselgeneratoren (2 × 1000 kVA, 1 × 410 kVA, 400 V Spannung, 50 Hz) und einem Notstromaggregat ausgestattet. Zum Betrieb der Verholwinden im Vorschiff und Achterschiff stehen Hydrauliksysteme für je drei Aggregate zur Verfügung. Für die Arbeiten als Kabelleger sind ein Mooringsystem mit insgesamt sechs Winden und Ankern, ein Ankerpfahl und eine Grundausrüstung vorhanden. Entsprechend den jeweiligen Aufgaben kann die Grundausrüstung individuell auf- und umgerüstet werden.
Als Rettungsausrüstung stehen zwei Rettungsboote für je 40 Personen und vier Rettungsinseln für je 20 Personen zur Verfügung. 
Der Kabelleger ist für einen Dauereinsatz von rund 56 Tagen ausgelegt. Er verfügt über Tanks mit circa 350 t Brennstoffvorrat und circa 500 t Trinkwasser.